# Modiolus neglectus
Modiolus neglectus är en musselart som beskrevs av Soot-Ryen 1955. Modiolus neglectus ingår i släktet Modiolus och familjen blåmusslor. Inga underarter finns listade i Catalogue of Life.